# شعار كرواتيا
شعار كرواتيا يتكون من درع رئيسي واحد، وخمسة دروع أصغر تشكل تاجًا على الدرع الرئيسي الذي يتكون من 13 مربع أحمر و12 مربع أبيض. لذلك يطلق على الدرع اسم šahovnica والذي يعني بالكرواتية: «رقعة الشطرنج».
الدروع الخمسة الصغيرة تمثل خمس مناطق تاريخية مختلفة نشأت منها كرواتيا.
تم وسم الشعار الجديد في 21 ديسمبر 1990.

## التطور التاريخي لشعار كرواتيا

شعار كرواتيا في 1527.
شعار كرواتيا في (1868 - 1918).
شعار كرواتيا في (1939 - 1941).
شعار كرواتيا في (1941 - 1945)
شعار كرواتيا في (1947 - 1999)